# Fries (theater)
Friezen zijn horizontale delen van de afstopping in het theater. Het zijn smalle gordijnen, meestal van zwarte of donkerblauwe stof.
Ze hangen achter elkaar, over de gehele breedte van het toneel - van poot tot poot. Ze zorgen ervoor dat het publiek niet kan zien wat aan theatertechnisch  materiaal in de kap hangt.